# Louis-César Desormes
Louis-César Desormes, pseudoniem van Louis-César Marchione, (Berlijn 15 december 1840 – Parijs 19 september 1898) was een Frans dirigent en componist.
Hij was eerst van plan zich te ontwikkelen als componist van liederen binnen de klassieke muziek, maar wendde zich al snel naar meer revueachtige muziek. Hij was een veelschrijver want er verschenen honderden werkjes van zijn hand. Een aantal van die werkjes werd ook gedrukt in Noorwegen, bij Brødrene Hals. Echter bijna geen daarvan was nog bekend in de 20e eeuw, laat staan in de 21e eeuw. Tegenover die talloze vergeten werken staat een in Frankrijk bekend lied, dat van zijn hand is. En revenant de la revue was eerste een instrumentale wals, maar werd door tekstschrijvers Lucien Delormel en Léon Garnier omgebouwd tot een soort protestlied. Het protestlied gaat over de politieke crisis in Frankrijk in 1886, waarbij Georges Boulanger (minister van defensie, in het lied Generaal Boulanger genoemd) aan populariteit won, door voor te stellen het leger uit te breiden, de nog aanwezige adel daarin uit te sluiten en wellicht wraak te nemen op Duitsland vanwege het Franse verlies in de Frans-Duitse Oorlog. Het lied is opgedragen aan Madame Allemand (Mevrouw Duitsland). Het oorspronkelijke werk kreeg in de Engels sprekende landen de titel mee: General Boulanger’s March. Het lied werd diverse keren opnieuw opgenomen om het Franse leger mentaal te ondersteunen. Er zijn bijvoorbeeld opnamen bekend, die zijn gemaakt tijdens de Eerste Wereldoorlog en ook Tweede Wereldoorlog.
Desormes stond ook als dirigent voor een aantal orkesten, daarvan is die van de Folies Bergère wellicht het bekendst.
Hij ligt begraven op Cimetière du Père-Lachaise.
- Biblioteca Nacional de España: XX1649939
- Bibliothèque nationale de France: cb148162965 (data)
- Gemeinsame Normdatei: 121562522
- International Standard Name Identifier: 0000 0001 1642 2759
- Library of Congress Control Number: no89004442
- Nationale Bibliotheek van Letland: 000214571
- MusicBrainz: 88e5a5ca-d78c-4b39-a55c-d3cba3ab34a8
- Nederlandse Thesaurus van Auteursnamen: 327014814
- Istituto Centrale per il Catalogo Unico: CUBV051091
- Système universitaire de documentation: 190543965
- Virtual International Authority File: 51955266
- WorldCat: E39PBJmP6vH4DCDYJVm6hdYF8C